# Ntchisi
Ntchisi é um distrito do Malawi localizado na Região Central. Sua capital é a cidade de Ntchisi.